# 銭弘佐
銭 弘佐（せん こうさ）は、十国呉越の第3代王。文穆王銭元瓘の六男。

## 生涯
温厚な性格で読書を好み、漢詩に長じていた。
天福6年（941年）、父王の薨去にともない王位を継承し、後晋により呉越国王に封じられた。開運2年（945年）には閩に出兵し南唐とその版図を二分し、福州を占拠している。天福12年（947年）に20歳で薨去した。子が幼少であったため、七弟の銭弘倧が後を継いだ。

## 家族

### 父母
- 祖父：銭鏐
- 祖母：昭懿夫人陳氏
- 父：銭元瓘
- 母：仁恵夫人許氏

### 妻妾
- 文献夫人杜氏
- 元妃仰氏

### 男子
- 銭昱 - 富水侯
- 銭郁 - 西平侯

## 銭弘佐を主人公とする作品
- 田中芳樹「潮音」（『チャイナ・イリュージョン』中央公論社ほか所収）

## 伝記資料
- 『呉越備史』巻3 忠献王
- 『十国春秋』巻80 呉越4 忠献王世家
- 『旧五代史』巻133 世襲列伝2